# Hosho (instrumento)

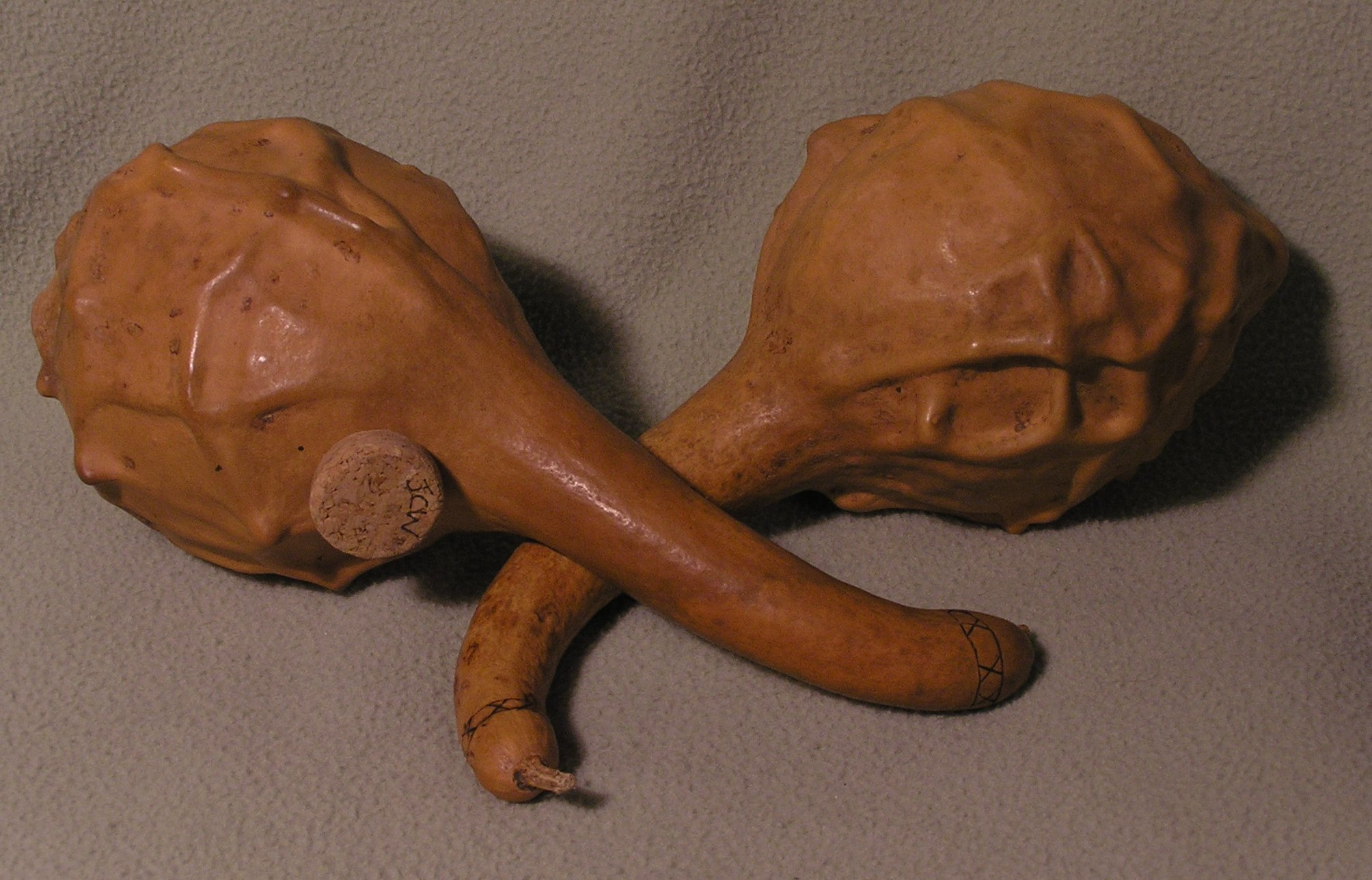
Un par de hosho

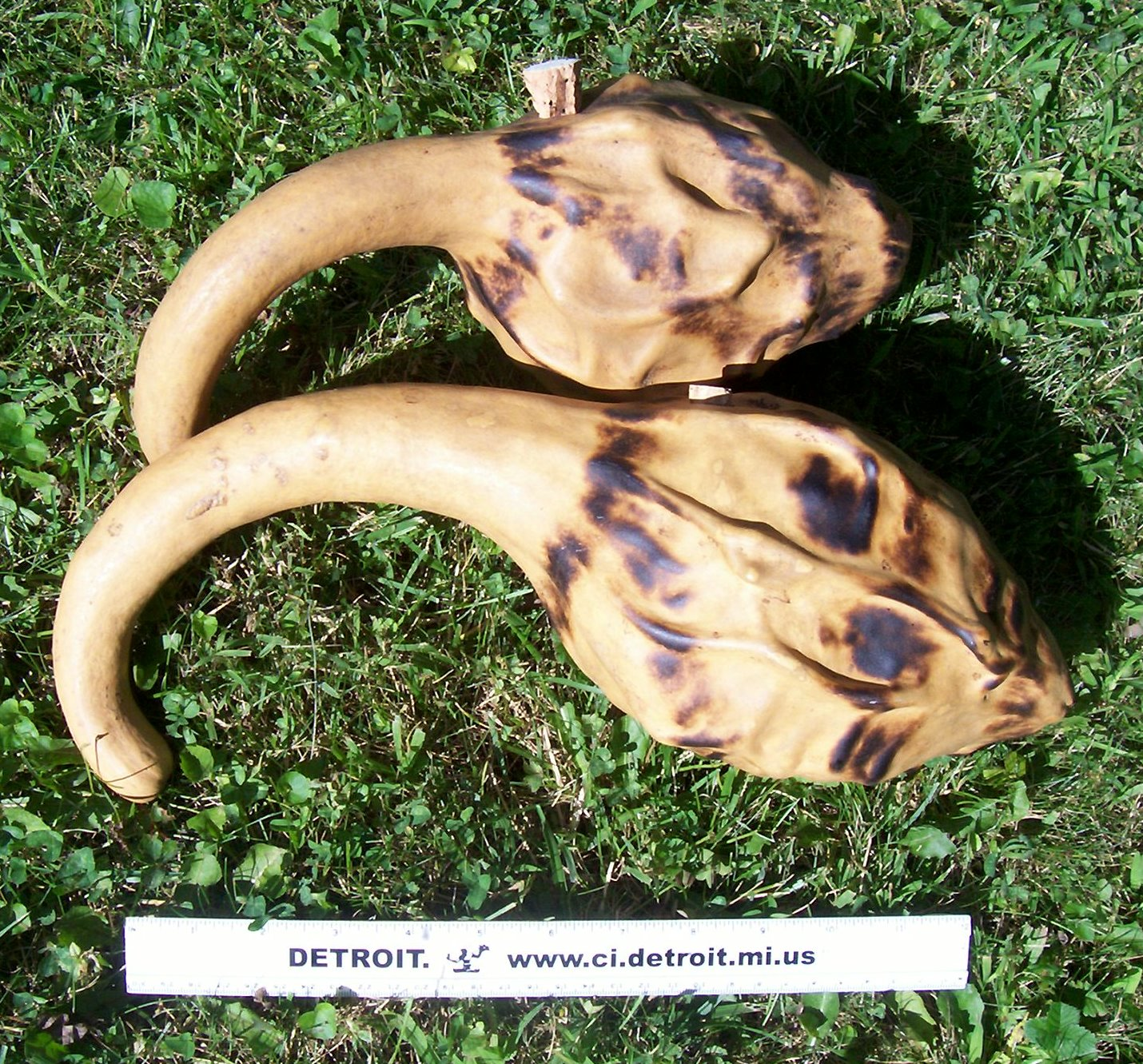
Hoshos hechos en EE. UU.

El hosho es un instrumento musical zimbabuense que consta de un par de calabazas maranka (mapudzi) con semillas. Usualmente contienen semillas de hota (Canna indica) dentro de ellas. El hosho suele acompañar la música shona, especialmente la música de mbira. Hacen un sonido al cual los occidentales pueden no estar acostumbrados, aun así, este acompañamiento es esencial cuándo se toca música con una mbira o una marimba. Tan esencial, de hecho, que aquellos elementos vibratorios como mirlitónes (membranas vibratorias hechas de tela de araña) son sujetados a los tubos resfónicos de las marimbas, y las machacharas (Hoshos en miniatura hechos de conchas marinas o tapas de botella) se sujetan a las mbiras y a su deze.
De una perspectiva occidental el hosho está visto como instrumentos acompañantes de las mbiras, cuando en realidad quienes tocan la mbira lo consideran el instrumento principal.
Una versión más pequeña del hosho se hace de una naranja salvaje llamada damba, se une con palos y se llena con semillas de hota o guijarros.
Otros instrumentos de percusión relacionados de Zimbabue incluyen el magavhu y el ngoma.
Uno de músicos de hosho más respetados de Zimbabue es Tendai Kazuru de Mbira dzeNharira, una banda zimbabuense oriunda de Norton.